# Tangerine Dream Live Detroit
Tangerine Dream Live Detroit march 31st 1977 is een livealbum van Tangerine Dream. De opnamen vonden plaats in het Ford Auditorium in Detroit. De opnamen die in eerste instantie niet geschikt waren voor uitgave via het reguliere albumcircuit verschenen als opgepoetste bootleg in The Bootmoon Series. De geluidskwaliteit is matig. Opvallend is dat de muziek voor TD’s doen vrij stevig is. TD had haast met het uitgaven met de compact discs, dat moge blijken uit de vele tikfouten op titelblad, of zelfs verwisseling van opnamen. Hier is de opener genaamd Chekokee lane. De uitgaven vonden plaats in een oplage van 10000 stuks.

## Musici
- Edgar Froese, Christopher Franke, Peter Baumann – synthesizers, elektronica en Froese ook gitaar

## Muziek
| Nr. | Titel                                        | Duur |
| --- | -------------------------------------------- | ---- |
| 1.  | Cherokee lane (Froese, Franke, Baumann)      |      |
| 2.  | Moonlight (Froese, Franke, Baumann)          |      |
| 3.  | The emerald beyond (Froese, Franke, Baumann) |      |

| Nr. | Titel                                         | Duur |
| --- | --------------------------------------------- | ---- |
| 1.  | Patterns in the sky (Froese, Franke, Baumann) |      |
| 2.  | Face of the earth (Froese, Franke, Baumann)   |      |
| 3.  | Conjuration (Froese, Franke, Baumann)         |      |
| 4.  | Signals from above (Froese, Franke, Baumann)  |      |

Alhoewel van matige geluidskwaliteit was het in de ogen van Paul Rijkens en een goed alternatief voor het officiële livealbum Encore, waarvan achteraf werd vastgesteld dat het niet geheel live was opgenomen. Het album kreeg in 2019 een heruitgave als "The official bootleg series volume 3 onder de paraplu van Esoteric Reactive. 
CD1: Tangerine Dream Live Aachen ·
CD2: Tangerine Dream Live Montreal ·
CD3: Tangerine Dream Live Paris ·
CD4: Tangerine Dream Live Sydney ·
CD5: Tangerine Dream Live Ottawa ·
CD6: Tangerine Dream Live Brighton ·
CD7: Tangerine Dream Live Cleveland ·
CD8: Tangerine Dream Live Detroit ·
CD9: Tangerine Dream Live Preston